# Самородов, Максим Иванович
Макси́м Ива́нович Саморо́дов (род. 29 июня 2002, Актобе) — казахстанский футболист, нападающий российского клуба «Ахмат» и сборной Казахстана.

## Клубная карьера
Воспитанник актюбинского футбола. Футбольную карьеру начал в 2019 году в составе клуба «Актобе». 5 октября 2019 года в матче против алматинского «Кайрата» дебютировал в казахстанской Премьер-лиге. 2 июля 2021 года в матче против уральского «Акжайык» забил свой первый гол и дубль в высшем дивизионе, который принёс победу команде (2:1).
6 августа 2024 года перешёл в грозненский «Ахмат», заключив четырёхлетний контракт.

## Карьера в сборной
17 марта 2021 года впервые получил вызов в сборную Казахстана главным тренером Талгатом Байсуфиновым для участия в матчах отборочного турнира чемпионата мира 2022 года против сборных Франции и Украины. 28 марта 2021 года дебютировал за сборную Казахстана в возрасте 18 лет в домашнем матче второго тура отборочного турнира чемпионата мира 2022 года против сборной Франции (0:2), выйдя на замену на 83-й минуте вместо Руслана Валиуллина.
23 марта 2023 года забил дебютный гол за сборную в домашнем матче первого тура отборочного турнира чемпионата Европы 2024 года в ворота сборной Словении (1:2).

## Голы за сборную
| # | Дата             | Место       | Противник         | Счёт | Соревнование |
| - | ---------------- | ----------- | ----------------- | ---- | ------------ |
| 1 | 23 марта 2023    | Казахстан   | Словения          | 1:2  | ОЧЕ-2024     |
| 2 | 10 сентября 2023 | Казахстан   | Северная Ирландия | 1:0  | ОЧЕ-2024     |
| 3 | 11 июня 2024     | Венгрия     | Азербайджан       | 2:3  | ТМ           |
| 4 | 19 марта 2025    | Турция      | Кюрасао           | 2:0  | ТМ           |
| 5 | 25 марта 2025    | Лихтенштейн | Лихтенштейн       | 2:0  | ОЧМ-2026     |

## Достижения

### Командные
«Актобе»
- Серебряный призёр Чемпионата Казахстана: 2022
- Бронзовый призёр Чемпионата Казахстана: 2023
- Победитель Первой лиги: 2020

### Личные
- Медаль «За трудовое отличие» (2023)[9]

## Статистика выступлений

### Клубная карьера
| Клуб             | Сезон            | Лига | Лига | Кубки | Кубки | Еврокубки | Еврокубки | Прочие | Прочие | Итого | Итого |
| Клуб             | Сезон            | Игры | Голы | Игры  | Голы  | Игры      | Голы      | Игры   | Голы   | Игры  | Голы  |
| ---------------- | ---------------- | ---- | ---- | ----- | ----- | --------- | --------- | ------ | ------ | ----- | ----- |
| Актобе           | 2019             | 3    | 0    | —     | —     | —         | —         | —      | —      | 3     | 0     |
| Актобе           | 2020             | 12   | 2    | —     | —     | —         | —         | —      | —      | 12    | 2     |
| Актобе           | 2021             | 21   | 3    | 6     | 1     | —         | —         | —      | —      | 27    | 4     |
| Актобе           | 2022             | 22   | 3    | 6     | 0     | —         | —         | —      | —      | 28    | 3     |
| Актобе           | 2023             | 24   | 5    | 2     | 0     | 4         | 2         | —      | —      | 30    | 7     |
| Актобе           | 2024             | 13   | 5    | 6     | 3     | 2         | 0         | —      | —      | 21    | 8     |
| Актобе           | Итого            | 95   | 18   | 20    | 4     | 6         | 2         | —      | —      | 121   | 24    |
| → Актобе М       | 2019             | 24   | 7    | —     | —     | —         | —         | —      | —      | 24    | 7     |
| → Актобе М       | 2022             | 1    | 0    | —     | —     | —         | —         | —      | —      | 1     | 0     |
| → Актобе М       | Итого            | 25   | 7    | —     | —     | —         | —         | —      | —      | 25    | 7     |
| Ахмат            | 2024/25          | 24   | 6    | 6     | 2     | —         | —         | 2      | 0      | 32    | 8     |
| Ахмат            | Итого            | 24   | 6    | 6     | 2     | —         | —         | 2      | 0      | 32    | 8     |
| Всего за карьеру | Всего за карьеру | 144  | 31   | 26    | 6     | 6         | 2         | 2      | 0      | 178   | 39    |

### Выступления за сборную
| Сборная   | Год   | Отборочные матчи ЧМ | Отборочные матчи ЧМ | Отборочные матчи ЧЕ | Отборочные матчи ЧЕ | Лига наций УЕФА | Лига наций УЕФА | Товарищеские матчи | Товарищеские матчи | Итого | Итого |
| Сборная   | Год   | Игры                | Голы                | Игры                | Голы                | Игры            | Голы            | Игры               | Голы               | Игры  | Голы  |
| --------- | ----- | ------------------- | ------------------- | ------------------- | ------------------- | --------------- | --------------- | ------------------ | ------------------ | ----- | ----- |
| Казахстан | 2021  | 1                   | 0                   | −                   | −                   | −               | −               | −                  | −                  | 1     | 0     |
| Казахстан | 2022  | −                   | −                   | −                   | −                   | 1               | 0               | 1                  | 0                  | 2     | 0     |
| Казахстан | 2023  | −                   | −                   | 9                   | 2                   | −               | −               | −                  | −                  | 9     | 2     |
| Казахстан | 2024  | −                   | −                   | 1                   | 0                   | 5               | 0               | 4                  | 1                  | 10    | 1     |
| Казахстан | 2025  | 3                   | 1                   | −                   | −                   | −               | −               | 2                  | 1                  | 5     | 2     |
| Итого     | Итого | 4                   | 1                   | 10                  | 2                   | 6               | 0               | 7                  | 2                  | 27    | 5     |